# Rebola
Rebola je město ve státě Rovníková Guinea, které se nachází na severu ostrova Bioko v provincii Bioko Norte. Město se nachází několik kilometrů východně od hlavního města Rovníkové Guineje, Malaby. V roce 2001 zde žilo kolem 8259 lidí. Ve městě se nachází jeden kostel a dva fotbalové stadiony.